# Ceres (Italië)
Ceres is een gemeente in de Italiaanse provincie Turijn (regio Piëmont) en telt 1068 inwoners (31-12-2004). De oppervlakte bedraagt 27,8 km², de bevolkingsdichtheid is 38 inwoners per km².

## Demografie
Ceres telt ongeveer 575 huishoudens. Het aantal inwoners steeg in de periode 1991-2001 met 9,7% volgens cijfers uit de tienjaarlijkse volkstellingen van ISTAT.
| Jaar | Inwoneraantal |
| ---- | ------------- |
| 1991 | 939           |
| 2001 | 1030          |

## Geografie
Ceres grenst aan de volgende gemeenten: Groscavallo, Chialamberto, Cantoira, Monastero di Lanzo, Ala di Stura, Mezzenile en Pessinetto.

## Galerij

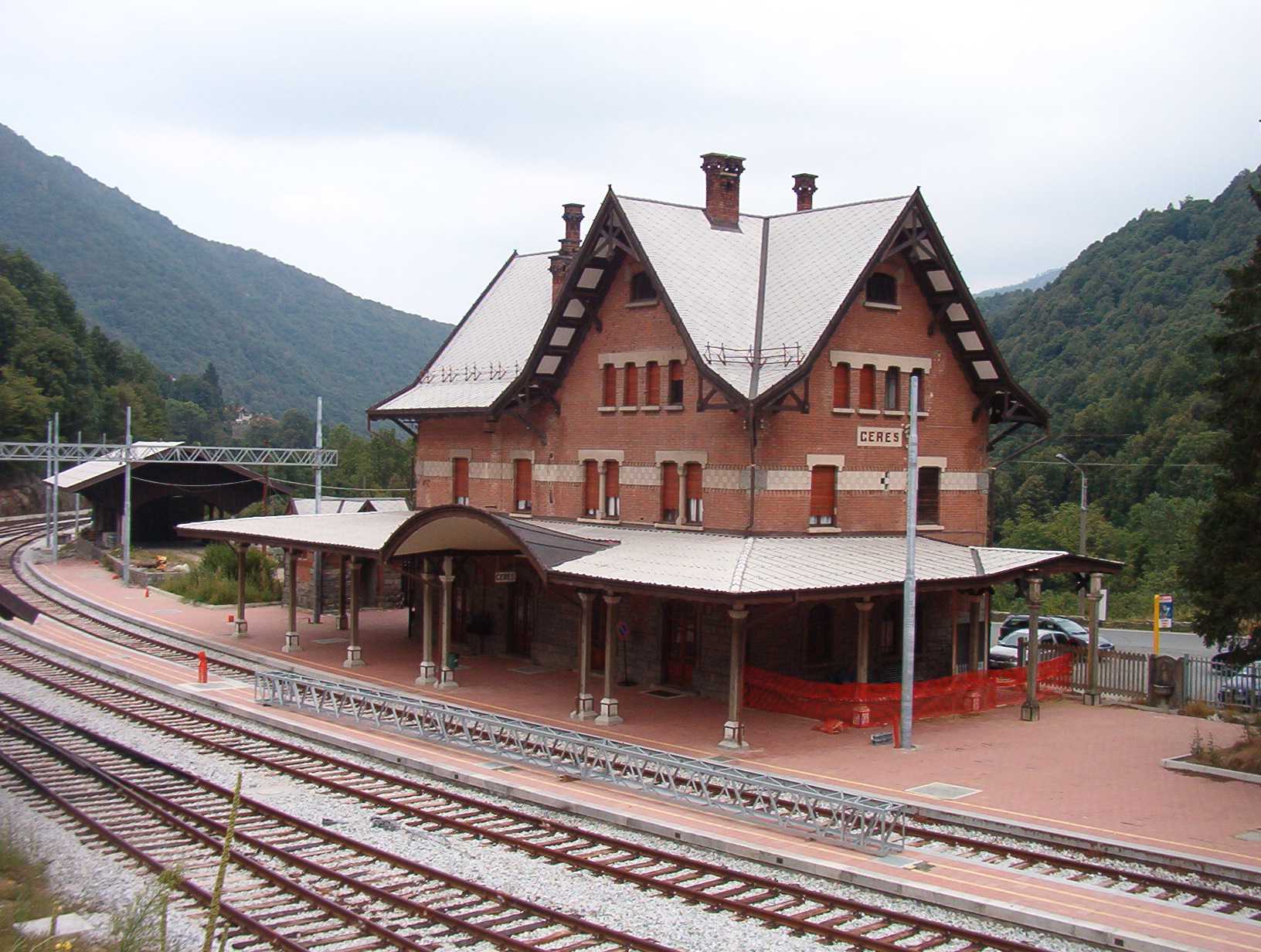
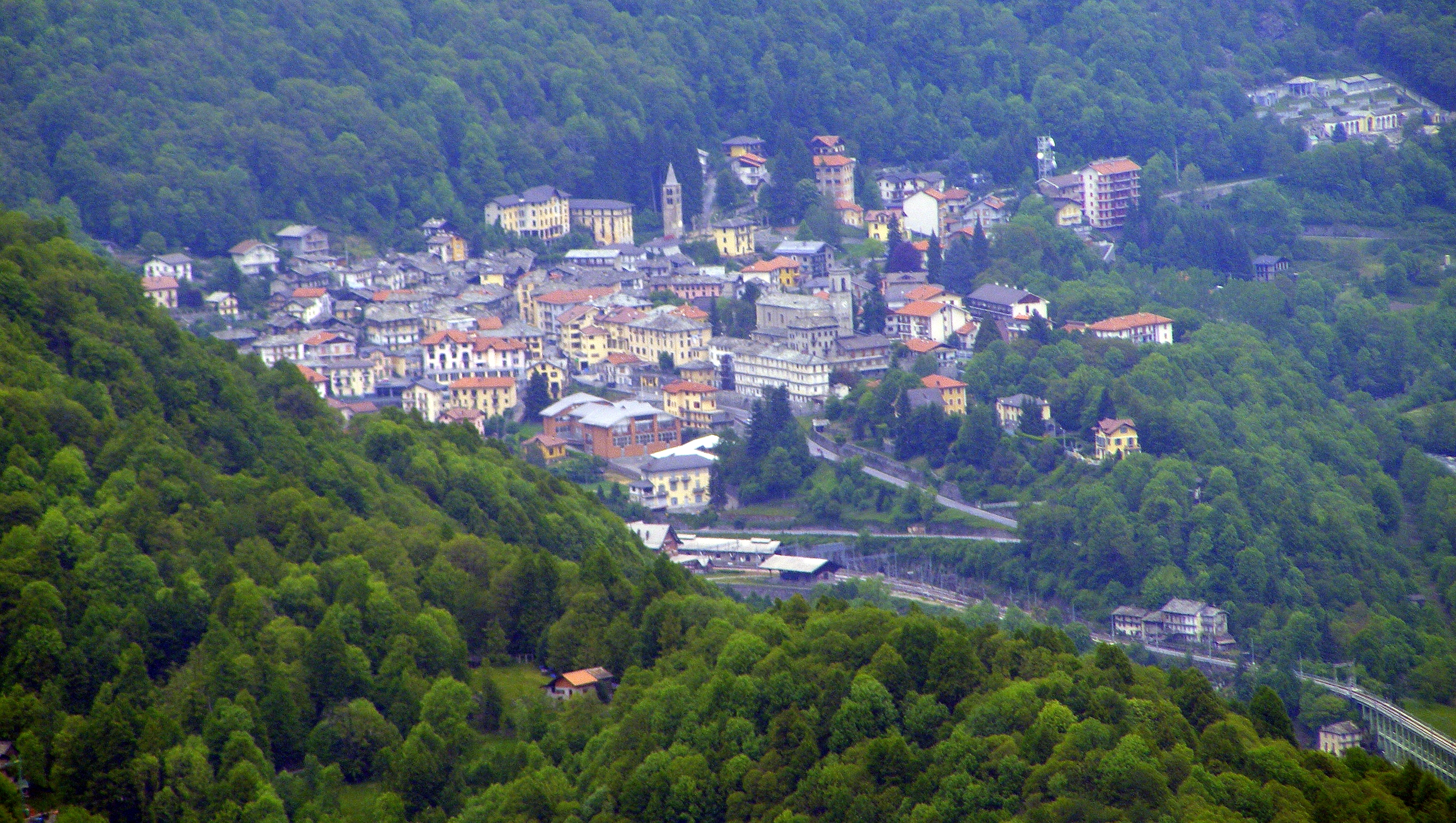
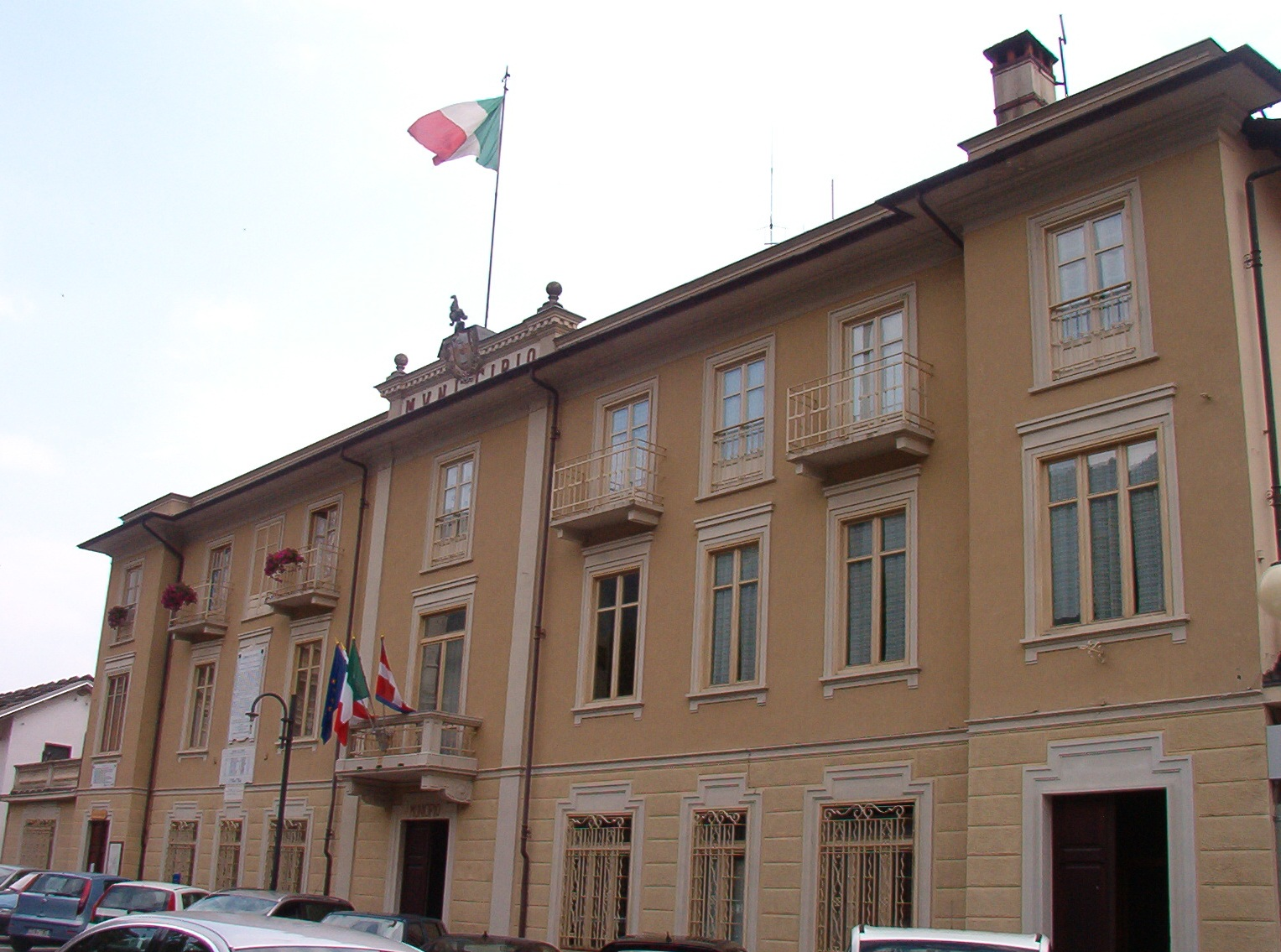

1. ↑  https://demo.istat.it/?l=it.